# プレゼンス (レッド・ツェッペリンのアルバム)
『プレゼンス』(英語: Presence)は、イギリスのロックバンド、レッド・ツェッペリンの7作目のスタジオ・アルバム。1976年3月31日発売。プロデューサーはジミー・ペイジ。レコーディング・エンジニアはキース・ハーウッド。

## 経緯
1975年はレッド・ツェッペリンの活動歴におけるピークともいうべき年となった。2月からの北米ツアーの大成功、『フィジカル・グラフィティ』の大ヒット、さらに5月、ロンドンはアールズ・コート・アリーナでの5夜公演を全てソールド・アウトにするなど、バンドの収益は莫大なものになった。一方で、ツアー開始直前にペイジが電車のドアに指を挟んで負傷し、ツアーの開始が遅れたり、ロバート・プラントがインフルエンザに感染し3公演が中止となった。さらにアメリカ各地でチケットを求めてファンが暴動を起こすなど、トラブル続きのツアーでもあった。また、収益をイギリスの税法から守るため、メンバーはこの年の大部分を国外で過ごすことを余儀なくされた。
8月からは新たなアメリカンツアーが予定されていたが、8月4日、プラント一家の乗ったレンタカーがギリシャのロドス島で事故を起こした。重傷を負ったプラント夫妻は急ぎロンドンに搬送されたが、税法の関係上、プラント本人はイギリス国内に留まることができず、ジャージー島へ移動した。他のメンバーも集まり、とりあえず8月下旬から予定されていたアメリカ・ツアーの中止を決定した。

## 録音
プラントはマリブに移動し、ここでペイジと共に作曲を開始する。ついでメンバー全員がハリウッドのS.I.R.スタジオに集合してリハーサルを行なった。11月、バンドはドイツ、ミュンヘンのミュージックランド・スタジオで録音作業を開始する。だが同スタジオは12月からはローリング・ストーンズによっておさえられており、実質的な録音期間は3週間しか取れなかった。全員が長期にわたり家族と離れ、さらにプラントの足にはまだギプスがあり、とてもバンドの状態は良好とは言えなかった。しかし時間の逼迫は、ツアーがキャンセルされ演奏機会を失っていたバンドの欲求不満とも相まって、メンバーの集中力を極限まで高める結果となった。1日18～20時間とも言われるハードワークを重ねた結果、録音の全作業は11月27日に完成した。実際にはオーバー・ダビングを行なう前にスタジオの期限が来たため、ペイジはストーンズに頼み込んで、スタジオ時間を2日間融通してもらったという。ミキシングも12月までには完了した。この作業も、ペイジとエンジニアのキース・ハーウッドがどちらかが気を失うまで続けるという大変な作業であったという。
当時のツェッペリンであれば、レコードの発売延期をレコード会社に主張する事も出来たはずだが、それをせず短期間での制作を強行した理由について、ペイジは「あの時の状況を考えると、ブランクを空けた分だけ次のレコードが間延びしたムードになりそうで、それが嫌だったんだ。短期間に区切って集中した事により、あの切迫感が生まれ、いいアルバムになったんだと思う」と語っている。
このような切迫した状況の中での制作だったためか、本作はエレキギター、ベース、ドラムス以外の楽器がほとんど使われない、非常に硬質な音造りとなっている。アコースティックギターも「キャンディ・ストア・ロック」で使われたのみで、キーボード類は全く使用されていない（ツェッペリンの全スタジオアルバム中唯一である）。ペイジによれば、他のメンバーからのアイディアが少なく、ほとんどが自分の肩にかかっていたためこのようなサウンドになったと語っている。プラントも「ジミーはトロイの勇士のように働いていた。俺はインスピレーションの元になれるほど動き回れなかったからね」と認めている。

## アートワークと題名
ジャケットデザインは、ヒプノシスとジョージ・ハーディーとが担当した。白を基調とした見開きジャケットの表裏あわせて4面に、10枚の写真が配置されている。写真はいずれも1950年代のアメリカを想起させる日常的な情景をとらえているが、そのいずれにも、映画『2001年宇宙の旅』のモノリスを連想させるような漆黒の奇妙な物体「オベリスク (Obelisk)」が写り込んで調和を乱している。これは、バンドとのミーティング中にヒプノシスから出た「バンドのパワーと存在感 (Presence)」というテーマを視覚化したもの。写真は、『ライフ』誌からとられたものである。裏ジャケットに写っている女子生徒は『聖なる館』でもモデルを務めたサマンサ・ゲイツ。
アルバムの発売前、ゲリラプロモーション用にジャケットのオブジェと同型の模型が1000個作られて、ダウニング街10番地やホワイトハウスなど、世界各地の要所に置かれる計画があった。ところが、決行直前にアトランティック・レコードの社員が情報をマスコミに漏らしてしまい、ジャケットデザインが雑誌にスクープとして掲載されてしまったため、計画は実行されることなく終わった（くだんの社員は雑誌が発売された翌日に解雇された）。その際、ヒプノシスのオーブリー・パウエルは、ピーター・グラントらツェッペリン側のマネージメントスタッフから計画を漏らしたものと疑われ、午前4時に自宅を襲われて「掲載されたデザインに関する資料を出せ」と詰め寄られた（その資料は既にアトランティック側に渡しており、彼の手元には無かった）。
アルバムタイトルは当初、このジャケットに写るオブジェにちなみ『Obelisk』となる予定だった。またプラントはアメリカの祭日の感謝祭に敬意を表すのと、自らの怪我にもめげずにアルバムが無事完成したことへの感謝の気持ちをこめて『Thanksgiving』というタイトルを希望した。だが、デザイナーが発した「このバンドには絶対的な存在感 (presence) がある」という言葉に共鳴したペイジが、最終的に『プレゼンス』と名付けた。

## 評価と影響
『プレゼンス』は1976年3月31日、アメリカで発売された。ビルボードのチャートに24位で初登場し、翌週には首位に立った。イギリスでは4月6日発売。アルバムチャート初登場1位を記録した。（2015年にリリースされた最新リマスター版は、米ビルボード・チャートで13位、イギリスでは10位にランクインした。）だが本作は、ツェッペリンの全スタジオアルバム8作のうち、最も売り上げが少ない。同年10月にリリースされたバンドにとって初のライブ・アルバム『永遠の詩 (狂熱のライヴ)』が、本作の売上を阻んでしまう格好となった。
批評家筋からの評価は悪くなく、ローリング・ストーン誌は「『プレゼンス』は、この4ピース・バンドが紛れもなくヘヴィメタルの世界チャンピオンである事をあらためて思い知らせてくれる」と賞賛した。大のツェッペリン・ファンである音楽評論家、渋谷陽一も本作を最高傑作としている。とりわけ「アキレス最後の戦い」は高い評価を受け、彼らの代表作の一つになった。音楽評論家の山崎洋一郎は、「アキレス最後の戦い」をこのアルバムのハイライトと位置づけたうえで、「ロックというものを物質化して見せてくれと言われても無理だが、このアルバムはそれに限りなく近いことをやっている」と絶賛している。ペイジ自身も「『プレゼンス』はかなり過小評価されているアルバム。注がれた感情とその一体性という点では最高レベルなんだけどね」と、本作への思い入れを語っている。だが、ツェッペリンのそれまでのアルバムからは収録曲のうち半分以上の曲がコンサートで演奏されてきたが、本作からは「アキレス最後の戦い」と「俺の罪」以外の曲は演奏されなかった。

## リイシュー
1987年初CD化。1993年の『コンプリート・スタジオ・レコーディングス』で全曲リマスター化。1994年単独リリース。2015年、最新リマスター版が『イン・スルー・ジ・アウト・ドア』、『最終楽章 (コーダ)』と同時にリリースされた。デラックス・エディションおよびスーパー・デラックス・エディション付属のコンパニオンディスクには、各曲のレファレンス・ミックスの他、未発表曲「10リブズ&オール/キャロット･ポッド・ポッド」が収録された。

## 収録曲
※特記なき限り、作詞・作曲はジミー・ペイジおよびロバート・プラント。

### オリジナル版
- A面

1. アキレス最後の戦い - Achilles Last Stand
  - 本作およびバンドを代表する曲の一つ。解散する1980年までコンサートで演奏された。
2. フォー・ユア・ライフ - For Your Life
  - ペイジでは珍しいトレモロアームを駆使したプレイが聴ける。ツェッペリン活動期間中は一度もコンサートで演奏されなかったが、2007年の再結成コンサートで初めて披露された。
3. ロイヤル・オルレアン - Royal Orleans (Bohnam, Jones, Page & Plant)
  - タイトルはニューオリンズにあるホテルの名前。歌詞は、ジョン・ポール・ジョーンズのベッドにオカマが忍び込んでいたという出来事を元にしている[15][16]。

- B面

1. 俺の罪 - Nobody's Fault but Mine
  - 曲はオリジナルだが、歌詞はブラインド・ウィリー・ジョンソンの同名のブルース・ナンバーから引用している。ペイジ・プラントではそのジョンソンのバージョンで披露している。2007年の再結成ライブで披露された際に、プラントはジョンソンへの感謝を表するコメントを発している。
2. キャンディ・ストア・ロック - Candy Store Rock
  - アメリカ他数カ国でシングルカットされたが、アメリカではチャート・インを果たせなかった。
3. 何処へ - Hots On for Nowhere
  - 歌詞は、ペイジやピーター・グラントへの不満を表したものとされる[17]。
4. 一人でお茶を - Tea for One
  - 「貴方を愛しつづけて」（『レッド・ツェッペリン III』収録）を彷彿させるマイナーのスロー・ブルース。タイトルは「二人でお茶を」のパロディ。内省的な歌詞は、プラントがアメリカツアー中にホームシックに襲われた時の心情を表している[17]。

### 2015年版デラックス・エディション・コンパニオンディスク
1. トゥ･ワンズ･アー･ウォン(「アキレス最後の戦い」レファレンス･ミックス) - Two Ones Are Won (Achilles Last Stand)<Reference Mix>
2. フォー・ユア・ライフ(レファレンス･ミックス) - For Your Life <Reference Mix>
3. 10リブズ&オール/キャロット･ポッド・ポッド(ポッド)(レファレンス･ミックス) - 10 Ribs & All/Carrot Pod Pod (Pod)  <Reference Mix> (Jones and Page)
4. ロイヤル・オルレアン（レファレンス･ミックス） - Royal Orleans <Reference Mix> (Bohnam, Jones, Page & Plant)
5. 何処へ（レファレンス･ミックス） - Hots on for Nowhere <Reference Mix>

## パーソナル
- ジミー・ペイジ - ギター、プロデュース
- ロバート・プラント - ボーカル、ハーモニカ
- ジョン・ポール・ジョーンズ - ベース
- ジョン・ボーナム - ドラム、パーカッション
- ピーター・グラント - 製作総指揮
- キース・ハーウッド - エンジニア、ミキシング
- ジェレミー・ジー - テープ・エンジニア
- ジョージ・ハーディ - ジャケット・デザイン
- ヒプノシス - ジャケット・デザイン